# Complejo de Seguridad Nacional Y-12
El Complejo de Seguridad Nacional Y-12 es una instalación de la Administración Nacional de Seguridad Nuclear del Departamento de Energía de los Estados Unidos ubicada en Oak Ridge, Tennessee, cerca del Laboratorio Nacional de Oak Ridge. Fue construido como parte del Proyecto Manhattan con el propósito de enriquecer uranio para las primeras bombas atómicas. Se considera el lugar de nacimiento de la bomba atómica. En los años posteriores a la Segunda Guerra Mundial, ha sido operado como una instalación de fabricación de componentes de armas nucleares y fines de defensa relacionados. 
Y-12 es administrado y operado bajo contrato por Consolidated Nuclear Security, LLC (CNS), que está compuesto por las compañías miembro Bechtel National, Inc., Leidos, Inc., Orbital ATK, Inc y SOC LLC, con Booz Allen Hamilton, Inc. como subcontratista de equipo. CNS también opera la planta Pantex en Texas.

## Historia

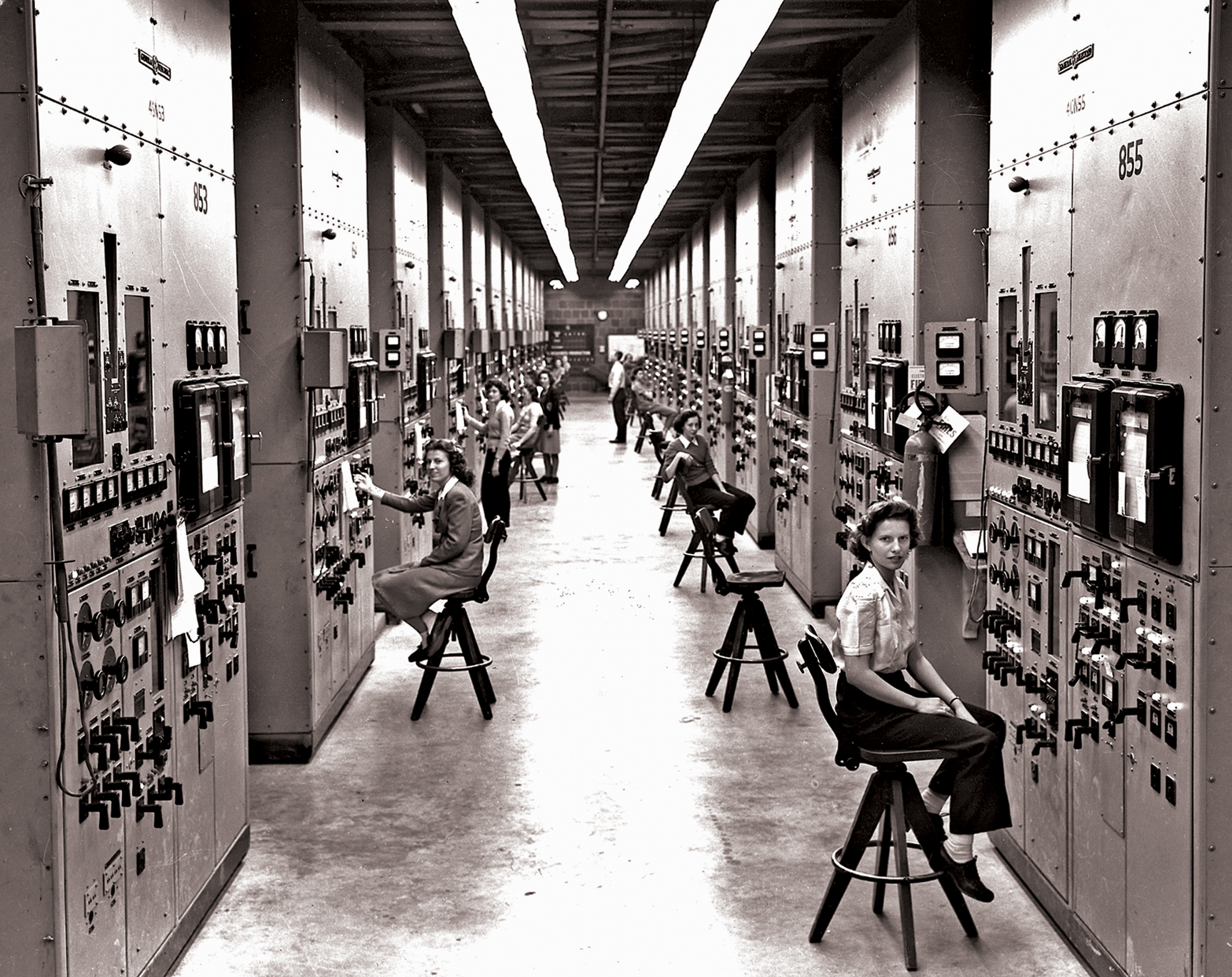
Empleados del Proyecto Manhattan que operan paneles de control de calutrón en Y-12, en una foto del gobierno de los Estados Unidos, realizada por Ed Westcott.

Y-12 es el nombre en clave durante la Segunda Guerra Mundial para la planta de separación electromagnética de isótopos que produce uranio enriquecido en Clinton Engineer Works en Oak Ridge, Tennessee, como parte del Proyecto Manhattan. La construcción comenzó en febrero de 1943 bajo la dirección de Stone & Webster. Debido a la escasez de cobre durante la guerra, las bobinas electromagnéticas masivas se hicieron con 14,700 toneladas de monedas de plata de las bóvedas del gobierno de los Estados Unidos en West Point. El coronel Kenneth D. Nichols se reunió con el subsecretario del Tesoro, Daniel W. Bell, y solicitó entre cinco y diez mil toneladas de plata. La asombrosa respuesta de Bell fue: "Coronel, en el Tesoro no hablamos de toneladas de plata; nuestra unidad es la onza troy". Así, el Distrito de Ingenieros de Manhattan solicitó y recibió 395 millones de onzas troy de plata (13,540 toneladas cortas, 12.300 toneladas) del Depósito de West Point durante la duración del Proyecto Manhattan. Se asignaron guardias especiales y contadores a la plata, y su cuidado responsable significó que al final de la guerra, menos del 0.036% de los más de 300 millones de dólares en plata se perdieran en el proceso, y el resto se devolvió al Tesoro.
La instalación Y-12 comenzó a funcionar en noviembre de 1943, separando el uranio-235 del uranio natural, que contiene 99.3% de uranio-238, mediante el uso de calutrones para realizar la separación electromagnética de isótopos . Y-12 separó el uranio-235 para Little Boy, el arma nuclear que se arrojó sobre Hiroshima, Japón, el 6 de agosto de 1945. K-25, otra instalación en Oak Ridge, produjo uranio enriquecido mediante difusión gaseosa. Sin embargo, K-25 no comenzó a funcionar hasta marzo de 1945 y alimentó con uranio ligeramente enriquecido a Beta Calutrones de Y-12, ya que el impulso para obtener suficiente uranio 235 para Little Boy llegó a principios del verano de 1945. La planta de difusión térmica S-50 en el sitio K-25 también proporcionó material de alimentación para los Beta Calutrones de Y-12 ya que el rendimiento de éstos era mucho mejor si la materia prima ya estaba ligeramente enriquecida. 
Tennessee Eastman fue contratado por el Cuerpo de Ingenieros del Ejército para administrar el complejo Y-12 durante el Proyecto Manhattan. La compañía transfirió científicos de Kingsport, Tennessee a Y-12 y operó la planta desde 1943 hasta mayo de 1947. Las unidades de la planta electromagnética Y-12 fueron operadas inicialmente por científicos de Berkeley para eliminar errores y lograr una tasa de operación razonable. Luego fueron entregados a operadores entrenados de Tennessee Eastman que solo tenían una educación secundaria. Nichols comparó los datos de producción de la unidad y señaló al físico Ernest Lawrence que las jóvenes operadoras sin formación estaban sobrepasando a sus doctorados. Acordaron una competición de producción y Lawrence perdiló para los trabajadores y supervisores de Tennessee Eastman. Las chicas fueron "entrenadas como soldados sin razón aparente", mientras que "los científicos no pudieron evitar dedicar tiempo a investigar sobre la causa de fluctuaciones incluso menores de los diales".
La corporación Union Carbide sucedió a Tennessee Eastman como contratista operativo en 1947, permaneciendo hasta 1984, cuando Union Carbide renunció al contrato para operar las instalaciones de DOE en Oak Ridge, y la corporación Martin Marietta (más tarde Lockheed Martin) ganó el contrato para hacerse cargo de la operación. BWXT Y-12 (el nombre luego cambió a B & W Y-12) sucedió a Lockheed Martin como el operador Y-12 en noviembre de 2000. 
Una explosión química hirió a varios trabajadores en las instalaciones de Y-12 el 8 de diciembre de 1999, al limpiar NaK tras un derrame accidental. Se trató de manera inapropiada con aceite mineral y se encendió inadvertidamente cuando el recubrimiento de superóxido de potasio se rasgó con una herramienta de metal.

### Incidente de criticidad de 1958
A las 11 de la noche del 16 de junio de 1958, se produjo un accidente de criticidad en el ala C-1 del edificio 9212 en las instalaciones, que operaba bajo la dirección de Union Carbide. En el incidente, una solución de uranio altamente enriquecido se desvió por error a un tambor de acero, causando una reacción de fisión de 15 a 20 minutos de duración. Ocho trabajadores fueron hospitalizados por exposición o enfermedad por radiación de moderada a grave, pero todos finalmente regresaron al trabajo. En junio de 1960, los ocho trabajadores, Bill Wilburn, OC Collins, Travis Rogers, RD Jones, Howard Wagner, TW Stinnett, Paul McCurry y Bill Clark presentaron una demanda contra la Comisión de Energía Atómica. La demanda se resolvió fuera de la corte. Wilburn, quien había recibido la dosis de radiación más alta, recibió US$18.000. Clark recibió $9.000.
Bajo el Programa de Compensación de Enfermedades Profesionales de los Empleados de Energía, los ocho más tarde recibieron una compensación adicional del gobierno; Clark recaudó múltiples pagos por un total de aproximadamente $250.000. La mayoría, si no todas, de las ocho víctimas fueron diagnosticadas con cáncer en algún momento de sus vidas. A partir de junio de 2014, Clark fue el único miembro sobreviviente de los ocho.

## Instalaciones y misiones
Las misiones principales de Y-12 desde el final de la Guerra Fría han sido apoyar las necesidades de defensa a través de la administración de existencias, ayudar en cuestiones de no proliferación nuclear, apoyar el programa de Reactores Navales y proporcionar experiencia a otras agencias federales. Y-12 también es responsable del mantenimiento y producción de todas las partes de uranio para cada arma nuclear en el arsenal de los Estados Unidos. Y-12 es responsable de la producción y el mantenimiento del aspecto "secundario" de los dispositivos termonucleares. 
Y-12 tiene un historial de proporcionar almacenamiento seguro de material nuclear tanto para los Estados Unidos como para otros gobiernos. Los primeros esfuerzos se centraron en obtener material de la antigua Unión Soviética; actividades recientes han incluido la recuperación de uranio altamente enriquecido de Chile. 
La limpieza ambiental ha sido un problema continuo para el Departamento de Energía en Oak Ridge. La planta Y-12 fue catalogada como un sitio Superfund de la EPA en la década de 1990 por contaminación de aguas subterráneas y del suelo. Hoy, la planta Y-12 figura en la base de datos de DOE's Cleanup Criteria/Decision Document Database (o base de datos C2D2). 
Una afluencia de fondos de la Ley de Recuperación y Reinversión de los Estados Unidos benefició los esfuerzos de limpieza al financiar la demolición y la descontaminación de instalaciones antiguas. Estos esfuerzos trabajan para promover la reducción a largo plazo del tamaño de la instalación Y-12.
CNS Y-12 actualmente emplea a aproximadamente 4,700 personas. Alrededor de 1,500 personas adicionales trabajan en el lugar como empleados de organizaciones que incluyen UT-Battelle, Science Applications International Corporation, Bechtel Jacobs, UCOR y WSI Oak Ridge (una unidad controlada por Estados Unidos de G4S Secure Solutions), que posee el contrato de seguridad para el sitio .

## Protestas antinucleares

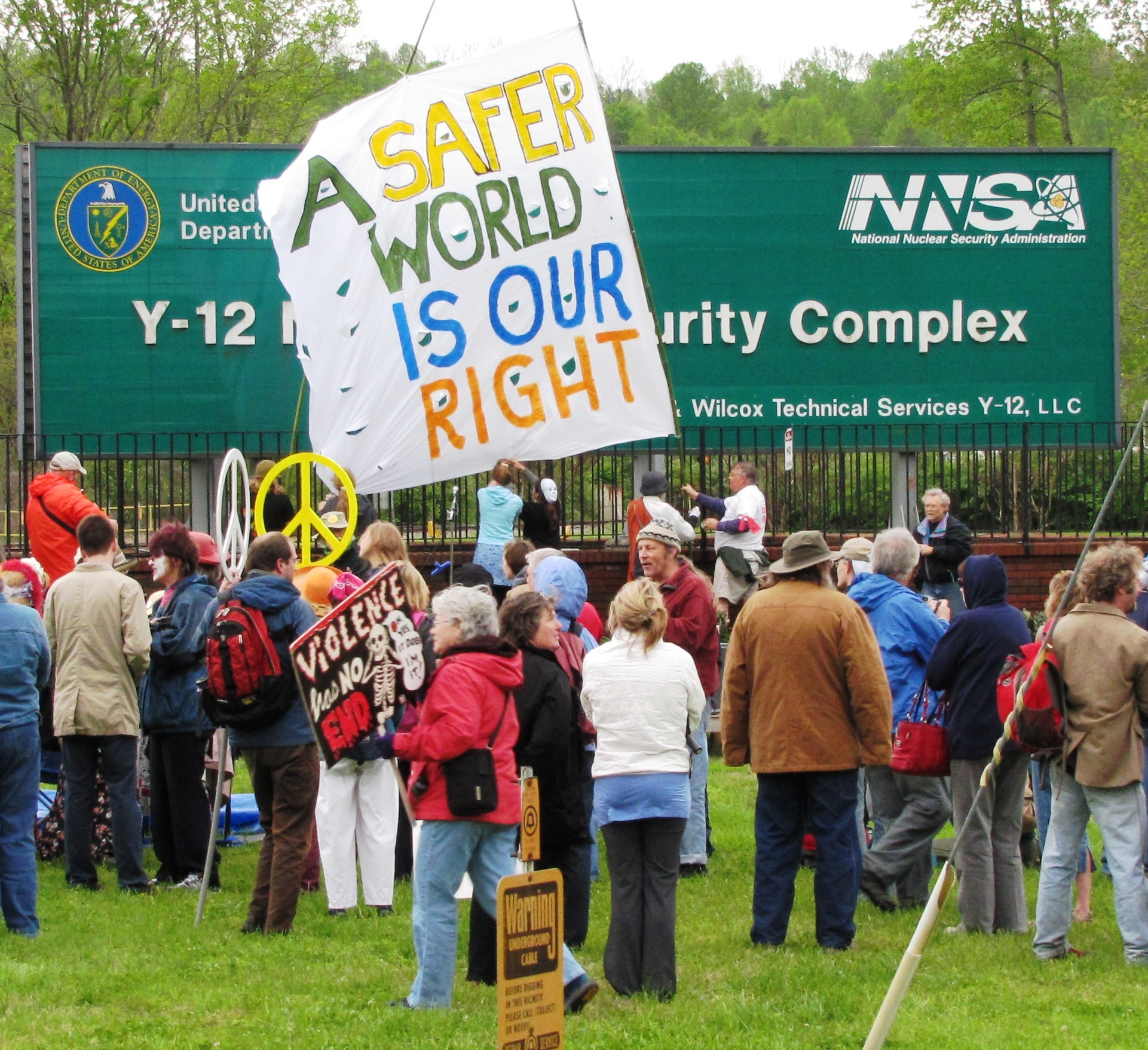
Rally de abril de 2011 OREPA en la entrada Y-12

Desde 1988, Oak Ridge Environmental Peace Alliance ha organizado protestas de acción directa no violenta en el Complejo Y-12, en un esfuerzo por cerrar la planta de armas. La hermana Mary Dennis Lentsch, una monja católica, ha sido arrestada muchas veces por protestar en las instalaciones de Oak Ridge. Ella dijo: "Creo que la producción continua de armas en el Complejo de Seguridad Nacional Y-12 en Oak Ridge, Tennessee, está en violación directa de las obligaciones del tratado de los Estados Unidos y, en consecuencia, es una violación del Artículo 6 de la Constitución de los Estados Unidos ".
En 2011, el reverendo William J. Bichsel, un sacerdote de 84 años, recibió una sentencia de prisión de tres meses por invadir propiedades federales en el complejo Y-12. En 2012, ha habido protestas sobre la nueva instalación de procesamiento de uranio propuesta, que se espera que cueste $ 7.5 mil millones.
En julio de 2012, Megan Rice, una monja de 82 años de edad, y dos compañeros activistas de arados entraron en el complejo Y-12 y consignas contra la guerra pintadas con spray en el exterior de la Instalación de Materiales de Uranio Altamente Enriquecido, una estructura para el almacenamiento de uranio de grado armamentístico. Los activistas antinucleares, que pasaron cercas y sensores de seguridad antes del amanecer del 28 de julio, pasaron varias horas en el complejo, llevaron a cabo un ritual de paz cristiano antes de que un guardia solitario los detuviera. La violación de seguridad llevó a expertos privados a criticar la protección del Departamento de Energía de materiales nucleares. La agencia debe revaluar las medidas de seguridad en todo su programa de armas nucleares. El DOE-OIG descubrió que todas las defensas de la planta eran insuficientes y que la respuesta de seguridad tenía "muestras preocupantes de ineptitud". El 9 de mayo de 2013, los tres fueron condenados por sabotaje. En su testimonio, Rice dijo: "Lamento no haber hecho esto hace 70 años".